# Alice et le Mauvais Présage
Alice et le Mauvais Présage (titre original : The Sinister Omen, littéralement : Le Sinistre présage), est le soixante-septième roman de la série américaine Alice (Nancy Drew en VO) écrit par Caroline Quine, nom de plume collectif de plusieurs auteurs. L’auteur de ce roman est Richard Ballad.
Aux États-Unis, le roman a été publié pour la première fois en 1982 par Stratemeyer Syndicate, New York. En France, il a paru pour la première fois en 1986 chez Hachette Jeunesse dans la collection « Bibliothèque verte ». Il n'a plus été réédité en France depuis 1997.

## Résumé
Remarque : le résumé est basé sur les éditions cartonnées non abrégées parues de 1986 à 1988 en langue française.
Ricardo Segovia, un agent fédéral de Floride, demande l'aide de son ami avocat James Roy, le père d'Alice, pour son enquête concernant une contrebande de timbres rares. Alice et ses amis sont également invités dans la vaste propriété de M. Segovia, à Fort Lauderdale, la Venise américaine. Ned, Bob et Daniel décident de s'y rendre en voiture, tandis qu'Alice, Bess et Marion prendront l'hydravion. 
Sur la route de l'aéroport, un véhicule arrête la voiture des trois jeunes filles. La conductrice est Susan McAfee : connaissant les talents de détective d'Alice et ayant appris qu'elle se rendait à Fort Lauderdale, elle la prie d'accepter d'enquêter sur les cambriolages qui ont lieu dans le vieux manoir victorien de sa patronne, à Fort Lauderdale. Alice accepte. 
Arrivée en Floride, une mauvaise nouvelle attend Alice : Ricardo Segovia lui apprend que James Roy a été enlevé par la bande de malfaiteurs contre laquelle tous deux luttent...

## Personnages

### Personnages récurrents
- Alice Roy, dix-huit ans, blonde, fille de l'avoué James Roy, orpheline de mère.
- James Roy, avocat [2] de renom, père d'Alice Roy, veuf.
- Bess Taylor, jeune fille blonde et rondelette, une des meilleures amies d'Alice.
- Marion Webb, jeune fille brune et sportive, cousine germaine de Bess Taylor et une des meilleures amies d'Alice.
- Ned Nickerson, jeune homme brun et athlétique, ami et chevalier servant d'Alice, étudiant à l'université d'Emerson.
- Daniel Evans, ami et chevalier servant de Bess, camarade d'université de Ned.
- Bob Eddleton, ami et chevalier servant de Marion, camarade d'université de Ned.
- Sarah, la fidèle gouvernante des Roy, qui a élevé Alice à la mort de sa mère.

### Personnages spécifiques à ce roman
- Ricardo Segovia, agent fédéral américain de Floride.
- Eleanor Palmer, riche dame de 93 ans, habitant Fort Lauderdale.
- Susan McAfee, secrétaire et dame de compagnie de Eleanor Palmer.
- Errol Bigley, majordome d'Eleanor Palmer.
- André, chauffeur de Ricardo Segovia.
- Angus Campbell, riche jeune homme, voisin de Ricardo Segovia.
- Otto Stroessner, chef de gang.
- Brian McConnell, bras droit d'Otto Stroessner.

## Éditions françaises
- 1986 : Hachette, collection Bibliothèque verte[3] cartonné (français, version originale). Illustré par Philippe Daure. Texte français de Lisa Rosenbaum. 20 chapitres. 158 p.
- 1988 : Hachette, collection Bibliothèque verte no 442, souple (français, version originale). Illustré par Philippe Daure.